# Folkpartiet för återuppbyggnad och demokrati
Folkpartiet för återuppbyggnad och demokrati, le parti du peuple pour la reconstruction et la démocratie (PPRD)) är ett politiskt parti i Demokratiska republiken Kongo.
I valet 2006 erövrade PPRD 111 av 500 platser och blev parlamentets största parti. Deras presidentkandidat Joseph Kabila valdes samma år till landets president.
Den 19 januari 2007 vann PPRD 22 av 108 platser i senaten.